# Jules Michelet

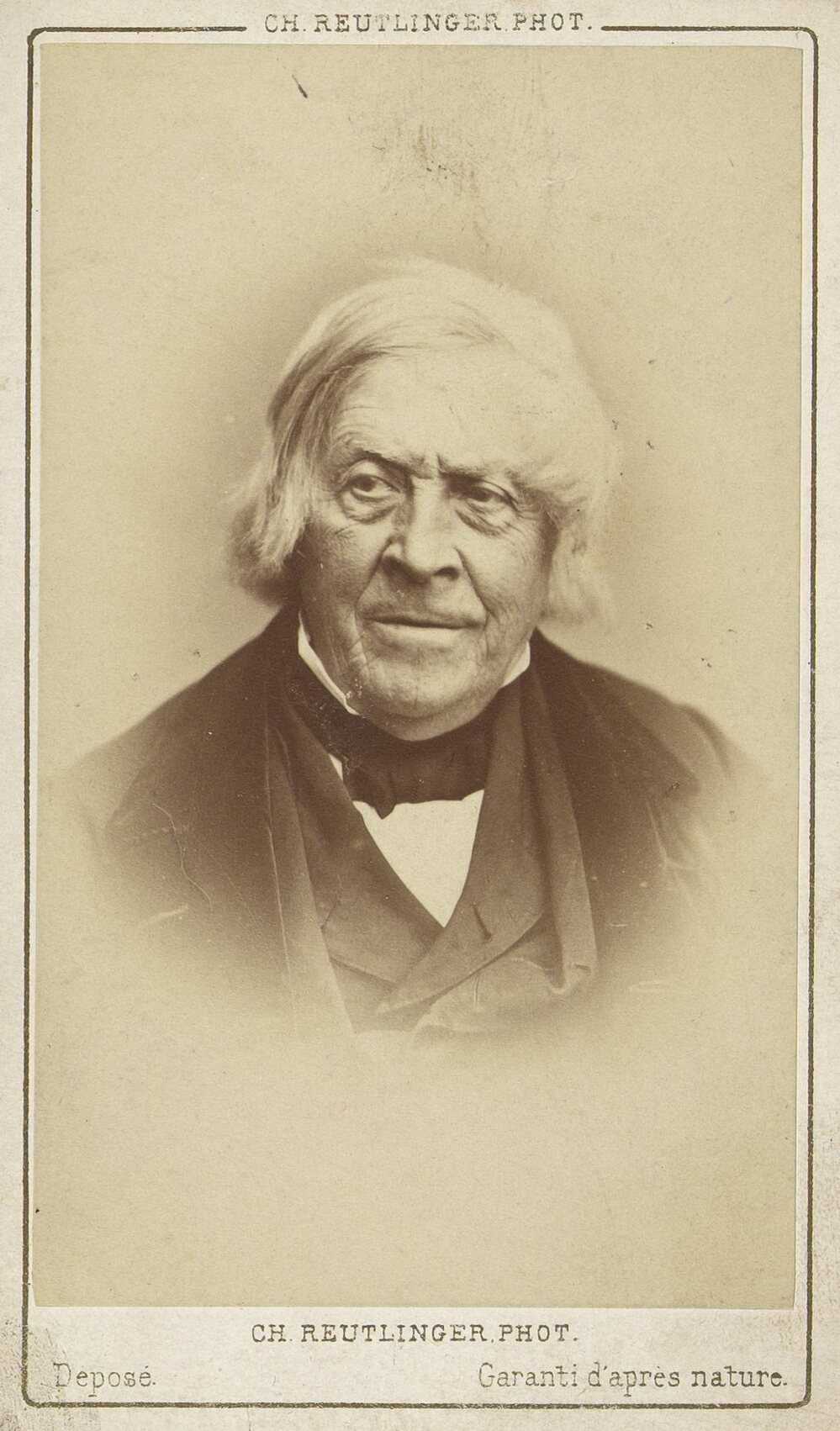
Jules Michelet, ok. 1873 r.

Jules Michelet (ur. 21 sierpnia 1798 w Paryżu, zm. 9 lutego 1874 w Hyères) – historyk, pisarz i filozof francuski okresu romantyzmu.

## Życiorys
Od 1830 dyrektor archiwów państwowych. Pracował będąc profesorem w École Normale Supérieure od 1827 roku, później objął stanowisko profesora na Sorbonie (1834-35). Będąc profesorem Collège de France (1838-1848), cieszył się już ogromną popularnością. Wykorzystywał wykłady w Collège de France do głoszenia poglądów antyklerykalnych i liberalnych, co przypłacił utratą swego stanowiska po zamachu stanu Napoleona III w 1851. Za odmowę przysięgi rządowi Napoleona III został usunięty z dyrekcji archiwum w 1852. Był członkiem Akademii Nauk Moralnych i Politycznych (franc. Académie des sciences morales et politiques) przy Instytucie Francji.
W dziełach swych, pisanych znakomitym stylem, niezwykle barwnie i obrazowo, dążył do pełnej syntezy, za którą uważał ukazanie przeszłości we wszystkich jej przejawach. W swych pracach kierował się zasadą: „Trzeba wziąć źródło na łoże tortur, zmuszając je, by wykrztusiło informację”. Występował w obronie Polski, opublikował m.in. Kościuszko, legenda demokratyczna w 1851. Napisał też inne dzieła o Polsce, m.in. Pologne et Russie (1854), La Pologne martyre (1863). W czasie Komuny Paryskiej napisał patriotyczną broszurę o jej obronie La France devant l'Europe (1871).
Jest też autorem 17-tomowej historii Francji pisanej w latach 1855–1867 i twórcą „białej” legendy Wielkiej Rewolucji Francuskiej. Historię rewolucji francuskiej napisał w latach (1847–1853). Obejmowała ona 7 tomów. W 1855 roku napisał Historię Francji, w której po raz pierwszy zostało użyte pojęcie Odrodzenie (Renesans). Napisał też eseje poświęcone przyrodzie, np.: Ptak (1856). Inne dzieła to: L'insecte (1857), Czarownica (1862) oraz La Bible de l'humanité (1864). W dziele pt: Nos fils (1869), nawiązał do teorii: Komenskiego, Rousseau, Pestalozziego i Fröbla.
Michelet ma także swój wkład w formułowaniu idei integracji europejskiej. Próbował on przeciwstawić Europie gwałcącej prawa narodów koncepcję „wspólnej ojczyzny europejskiej”, do której wszystkie narody kontynentu wnosiłyby własny wkład, tworząc bardziej sprawiedliwą Europę. Wiodącą rolę w realizacji tego projektu Michelet przyznawał Francji. Zasłynął jako radykalny demokrata i sympatyk Polski.
Cyprian Kamil Norwid poświęcił mu wiersz Fraszka (Dewocja krzyczy...).